# Шпиленок, Дмитрий Петрович
Дми́трий Петро́вич Шпилено́к (род. 27 апреля 1973, Белая Берёзка, Брянская область) — кинодокументалист, режиссёр, оператор и продюсер фильмов о дикой природе.

## Биография
Дмитрий Шпиленок родился 27 апреля 1973 года в посёлке Белая Берёзка Трубчевского района Брянской области. Он принадлежит к известной семье природоохранников: его родной брат Игорь Шпиленок является создателем и первым директором заповедника «Брянский лес» и известным фотографом дикой природы, лауреатом международных премий по фотографии. В «Брянском лесу» инспектором охраны работал их отец Пётр Шпиленок. Вторая супруга Игоря Лора Уильямс была создателем российского офиса WWF. Племянник Дмитрия Тихон Шпиленок возглавлял Кроноцкий заповедник на Камчатке, после его смерти в 2016 году пост директора занял родной брат Тихона Пётр. Второй брат Дмитрия Шпиленка Николай — фотограф дикой природы.
В 1991—1996 годах Дмитрий учился в Московском государственном институте культуры по специальности «Режиссура кино и телевидения». После окончания института работал инспектором в «Брянском лесу», основал при заповеднике киностудию, снимал собственные телепроекты о более чем 30 заповедных территориях России.
В 2007 году он приехал на Камчатку и поступил на работу государственным инспектором природоохраны в Кроноцкий заповедник, которым руководил его племянник Тихон Шпиленок. В 1990—2000-е годы браконьерство на Курильском озере приняло промышленные масштабы, нанося непоправимый вред природе. В сезон нереста на озере работали девять группировок браконьеров, которые за одну ночь набирали до тонны икры каждая. Медведей убивали ради желчи и лап, пользовавшихся большим спросом за рубежом. Браконьеры пользовались покровительством представителей как местных силовых структур, так и бандитских группировок. Для борьбы с ними директор Кроноцкого заповедника Тихон Шпиленок собрал группу лучших инспекторов из разных заповедников России, в которую вошли его отец Игорь Шпиленок, брат Пётр и дяди Николай и Дмитрий, а столкновения с браконьерами, задержания и свидетельства он решил обнародовать через СМИ. На основе этих событий был создан документальный фильм Дмитрия Шпиленка «Нерка. Рыба красная».

## Фильмография

### «Медведи Камчатки. Начало жизни»
В 2015 году Дмитрий Шпиленок в качестве главного оператора работал над фильмом «Медведи Камчатки. Начало жизни». Идею картины он разработал совместно с братом Игорем. Мировая премьера состоялась в Финляндии в феврале 2018 году. Снимая фильм о первом годе жизни медвежат, Дмитрий Шпиленок провел 7 месяцев в дикой природе среди медведей.
Фильм «Медведи Камчатки. Начало жизни» был отобран для участия более чем на 35 российских и международных фестивалей и 20 наград.

### «Нерка. Рыба красная»
В 2019 Шпиленок основал студию документального кино Shpilenok Film.
В 2020 году вышел документальный фильм Шпиленка «Нерка. Рыба красная». Фильм вышел спустя 13 лет после того, как родилась идея его создания. Такой долгий срок объяснятся тем, что режиссёр сам оказался активным участником событий, происходивших на Курильском озере, и 6 лет посвятил борьбе с браконьерами. Сцены фильма с развитием икринок и появлением мальков снимал в своём доме в Брянске Николай Шпиленок. Для этого в специальном контейнере 50 икринок с Камчатского рыборазводного завода доставили на Брянщину и поддерживать температуру в аквариумах не выше 5-7 градусов для правильного развития мальков. Кадры, созданные Николаем, не только вошли в фильм, но и были помещены на его афишу.
Мировая премьера состоялась в США в марте 2020 года. Фильм был показан на 168 кинофестивалях в 49 странах и получил 80 наград, среди которых: лучшая независимая работа на фестивале en:Green Screen film festival, гран-при — Премия министра окружающей среды Чехии — на фестивале «EKOFILM», лучший полнометражный документальный фильм на фестивале «Los Angeles Movie Awards», лучший международный документальный фильм на фестивале «Eurovision Palermo Film Festival», лучший фильм о природе на фестивале «Canadian Cinematography Awards», лучший полнометражный документальный фильм на фестивале «New York Movie Awards», лучший полнометражный фильм на фестивале «Ireland Wildlife Film Festival», лучший документальный фильм на фестивале «Florence Film Awards». Также в 2020 году фильм «Нерка. Рыба красная» прошёл первый этап российской национальной премии в области неигрового кино «Лавровая ветвь» в номинации «Лучший кинофильм».

### «Камчатка. Рассказ в лисах»
В марте 2020 года Дмитрий Шпиленок приступил к съёмкам нового проекта — документальной ленты «Камчатка. Рассказ в лисах», в которой он надеется показать уникальный мир дикой природы Камчатки через лисиц и их естественное поведение в привычной среде. Работу разделили на три этапа — непосредственно съёмки были запланированы на экспедиции в 2020—2022 годах. Первый этап длился семь месяцев, за это время команда только расставляла фотоловушки и вела подготовительную работу. По словам Шпиленка, его цель — снять натуральное поведение зверей, не пользуясь «запрещёнными приёмами» типа подкормки животных, вольеров, постановочных кадров. По этой причине у авторов приготовлено несколько возможных сценариев — окончательный вариант будет зависеть от погодных условий и судьбы трёх лисьих семейств, которые стали главными героями картины.
В 2021 году Шпиленок выпустил фотокнигу «Камчатка. Рассказ в лисах», в которую вошли созданные при работе над фильмом снимки. Средства на издание были собраны через краудфандинг, а полученная прибыль пошла на организацию третьего этапа съёмок. Третья экспедиция проекта началась весной 2022 года, основной локацией стал Кроноцкий лиман.
В 2021 году Шпиленок начал работу над десятисерийным циклом короткометражных фильмов «Дикая природа Камчатки — гордость России». Первой была опубликована серия «Камчатка. Долина гейзеров», посвящённая 80-летию открытия долины.

### «Огненный лис»
Документально-приключенческий фильм «Огненный лис», премьера которого состоялась 18 мая 2024 года. Сюжет сосредоточивается на истории маленького лисёнка по кличке «Ветер», единственного в семье, кто выживает после нападения медведя. Этот фильм снят в Кроноцком заповеднике на Камчатке. По словам режиссёра, чтобы максимально сократить воздействие на заповедную территорию, в съемках участвовали всего два человека. 26 месяцев Дмитрий и Анна Шпиленки наблюдали за жизнью лис в дикой природе.
Фильм получил премию «Золотой орёл» в номинации Лучший неигровой фильм 2024 года.

## Комментарии
1. ↑  среди них: премия Русского географического общества-2018 в номинации: «Лучший медиапроект»[10], национальная кинопремя «Золотой орёл — 2019», кубок Президента Польской республики и гран-при фестиваля «Ekofilm Festival» (Польша, Варшава, 2018) в номинации «лучший неигровой фильм», гран-при фестиваля и приз за лучшую операторскую работу на фестивале «Баренц Экологический Фильм Фестиваль» (Россия, Петрозаводск, 2018), лучший дебютный фильм на фестивале «NaturVision Filmfestival» (Германия, Людвигсбург, 2018), лучший фильм о природе и приз молодёжного жюри на фестивале «Gran Paradiso Film Festival» (Италия, Конь, 2018), лучший фильм о дикой природе на фестивале «SunChild International Environmental Festival» (Армения, Ереван, 2018), специальный приз жюри за лучший фильм о сохранении биологического разнообразия на фестивале «CinemAmbiente» (Италия, Турин, 2018), а также специальное упоминание от WWF Italia за лучший фильм о сохранении биоразнообразия, специальный приз от Национального парка «Водлозерский» за лучший фильм о заповедных территориях, приз Green Education Fund на фестивале «International Film Festival Ekotopfilm — Envirofilm» (Братислава, Словакия) за вдохновляющее послание, специальное упоминание на фестивале «Smaragdni Eco Film Festival» (Хрватска-Костайница, Хорватия), Диплом жюри за выдающееся визуальное решение при работе в экстремальных условиях на фестивале «Спасти и сохранить» (Ханты-Мансийск, Россия), диплом жюри на фестивале «Окно в Европу» (Выборг, Россия), диплом им. Саввы Кулиша «За творческий поиск», диплом жюри за открытие мира живой природы Камчатки операторской группе на фестивале «Киношок» (Анапа, Россия), специальное упоминание жюри на международном фестивале фильмов об отношениях человека и природы «Matsalu International Nature Film Festival» (Лихула, Эстония), специальный приз жюри за лучшую операторскую работу на Байкальском международном кинофестивале «Человек и Природа» им. В. Г. Распутина (Иркутск, Россия), гран-при фестиваля кино и анимации для детей, подростков, молодежи, родителей и педагогов «Ноль Плюс» (Тюмень, Россия), гран-при фестиваля фильмов о туризме и путешествиях «Россия вдохновляет!» (Ростов-на-Дону, Россия), лучший фильм в категории «Красота Природы» на международном фестивале фильмов об окружающей среде EKOFILM (Брно, Чехия)[11][12][13][14].